# Saint-Marin aux Jeux olympiques d'hiver de 2006
Cet article contient des informations sur la participation et les résultats de Saint-Marin aux Jeux olympiques d'hiver de 2006 à Turin en Italie. Saint-Marin était représenté par un athlète.

## Médailles
|             | Médaille d'or | Médaille d'argent | Médaille de bronze | Total |
| ----------- | ------------- | ----------------- | ------------------ | ----- |
| Saint-Marin | 0             | 0                 | 0                  | 0     |

## Épreuves

### Ski alpin
Hommes
- Marino Cardelli